# 雪美えみる
雪美 えみる（ゆきみ えみる、1989年11月22日- ）は、日本のタレント、AV女優。ティーパワーズ所属。旧名義は「結夜」。

## 人物・来歴
- 趣味：ネイル、ファッション、パワースポット巡り
- 特技：お菓子作り

北海道出身。地元北海道での芸能活動後に上京。
アイドルグループ・恵比寿マスカッツ7期生オーディションに合格しマスカッツメンバーとなる。以後『おねだりマスカットSP!』（テレビ東京系列）にレギュラー出演。マスカッツメンバーでは、同期の押川唯香と仲が良く、互いのブログにも度々登場する。モデルの藤井リナの大ファン。同じ美容室に行った時は感激の余り長文のブログを更新している。恵比寿マスカッツの活動以外ではファッションモデルや美容室サロンのヘアモデルの仕事の様子をブログに載せている。
2012年9月7日、『現役TVアイドル電撃AVデビュー!!』でAVデビュー。
2013年9月10日の公式ブログ「*☆ゆいまる にっき☆*」にて、9月いっぱいでの引退を発表。
2014年3月20日、新たに公式ブログ「優衣Blog*:ஐ(●˘͈ ᵕ˘͈)人(˘͈ᵕ ˘͈●)ஐ:*」を開設。「優衣（ゆい）」としてアイドルグループ・ドラゴンフルーツのメンバーとして芸能活動を再開することを発表。同年12月31日の公式ブログで、所属事務所をライフプロモーションへ移籍し、「月島えみり（つきしま えみり）」に改名する事を発表。
2015年11月11日、ティーパワーズに移籍、「雪美えみる」に改名。

## 出演

### テレビ番組
- おねだりマスカットSP!（2011年10月5日 - 2013年3月30日、テレビ東京）

### WEB
- 結夜のHappy工場☆（2012年7月26日 - 2012年12月、@TV）

### 映画
- ばるぼら（2020年11月20日、イオンエンターテイメント）

## 作品

### アダルトDVD
2012年
- 現役TVアイドル電撃AVデビュー!!（9月7日、プレミアム）
- 現役アイドルAV女優宣言! 180分スペシャル（10月7日、プレミアム）
- 業界をイキヌク! 現役アイドル密着セクハラ24時（11月7日、プレミアム）
- 僕のカノジョ、結夜。（12月7日、プレミアム）

2013年
- 結夜の手コキ・淫語・誘惑痴女 3時間スペシャル（1月7日、プレミアム）
- 家庭教師は女子大生（2月7日、プレミアム）
- 結夜がサポート アナタのオナニータイム（3月7日、プレミアム）
- PREMIUM STYLISH SOAP V.I.P 180分スペシャル（4月7日、プレミアム）
- 結夜の犯され願望（6月7日、プレミアム）
- 3Dオナニーサポート（7月7日、プレミアム）
- スカット6!本番（8月7日、プレミアム）
- 夫の目の前で犯されて― 予告状（9月7日、アタッカーズ）

2014年
- 素人妻ナンパ!偽ピル飲ませて生中出し! 欲求不満妻は、偽物とは知らずに「奥に出して」と自ら腰を動かし子作りSEX!（9月12日、ナンパHEAVEN）
- 女性インストラクターが男性客を勃起させながら密着トレーニング またがりオマ○コジム（9月25日、SODクリエイト）
- 自分のマ●コに合った最高のチ●ポを選べるお店 レンタルチ●ポ屋 〜人生最高のSEXでイクのを我慢させ、汗だく悶絶編〜（9月26日、おかず。）
- 初撮り美乳娘 4時間スペシャル（9月26日、S級素人）
- ホロ酔い立ち飲み女子は高確率でナンパできる!（10月10日、ナンパHEAVEN）
- One’s Daily Life（11月8日、SILK LABO）
- アラサーOLナンパ中出し in 働くいいオンナの街・六本木（11月10日、ホットエンターテイメント）
- 焦らして焦らして契約をとる寸止め性保レディ（11月14日、BAZOOKA）
- ガチ本番!! 美乳素人ナンパ即挿入!! in所沢（11月14日、S級素人）
- 買い物帰りのママチャリ人妻のくい込みTバックはまるでノーパン! 視線に気付いた奥さんはやっぱり僕を誘っていたのだ（11月20日、SWITCH）
- 団地妻レズサークル（11月21日、クリスタル映像）
- 妊娠確率99.9% 危険日狙ってナンパ孕ませ中出し Vol.03（11月25日、ナンパJAPAN）
- 子供が幼稚園で一緒の美人ママ友達に『モデルしませんか?』と騙し取材!仕事に育児に追われ欲求が溜まった体は制御不能!先っぽだけの約束が中出しまでされ『えっ?』 5（11月28日、SCOOP）
- 本番禁止の風俗店で素股を希望しチ●ポにマ●コの入り口をスリスリしてもらっているときに間違ったふりしてナマ挿入!クリトリスを散々刺激されていた風俗嬢はそのままナマチ●ポを受け入れる!! 3（11月28日、SCOOP）
- 中央区八重洲OL専門脚ツボ施術院 3（12月1日、変態紳士倶楽部）
- 異常監禁（12月20日、アイエナジー）

2015年
- 本気口説き（マジクドキ） ナンパ►連れ込み►SEX盗撮►無断で投稿 人妻編 9（1月1日、MAGIC）
- 整体師の国家資格を持つオレが会社の人妻女上司と出張先のホテルで2人きり猥褻なマッサージをしたらヤレるか 4（1月1日、変態紳士倶楽部）
- 国際線CA達がタイでお忍びで通う極上リラクゼーションSPA 4（2月11日、DOC）
- 近親中出し強姦 義理の父や伯父に中出しされる若妻たち（2月12日、ルビー）
- 抱かれる妻と、撮る旦那　月島えみり（3月6日、光夜蝶）
- 隣のママ友を気にしながら声を必死に押し殺す人妻高級オイルエステ（3月15日、ロータス）
- 私、本名でセックスしてました。 月島えみり（7月4日、無名時代）
- ヒロインラストバトル ～テイルズフローラ～　月島えみり（7月24日、 GIGA）
- 中出しお義母さんが教えてあげる 息子との中出しに興奮するオンナたち（7月25日、ビッグモーカル）
- 現役アイドルM開エネマ～まんぐり二穴責め付　月島えみり（7月30日、耽美会）
- 痴漢上司のいやらしい指使いで仕事中にねっとり撫で回されイカされた新人OLたち（9月2日、藪スタイル）
- 泥酔してヤリマン化 死にたくなるほどエロ恥ずかしい失敗をした酔うとヤリマンになっちゃう女たち（10月7日、ゴールデンタイム）
- 近親相姦　倅の嫁さんのムチムチした尻やおっぱいを見て欲情した俺はガマンできず手を出してしまった。嫌々しながらも嫁はやらせてくれた（10月28日、グラフィティジャパン）
- 中出し近親相姦 お義父様やめて下さい 義理の父に中出しされる息子の嫁 第七章（11月25日、ビッグモーカル）

2016年
- 女監督ハルナの素人レズナンパ97 まさかの！？大学サークル友達同士の初レズ！敏感イキまくり体験！（1月15日、ピーターズ）
- 素人盗撮買取映像 睡眠薬を飲ませてわいせつ被害者100人か？ 猥褻マッサージ師の昏睡中出しレイプビデオ（2月7日、国芳）
- ヘンリー塚本原作 性犯罪 刑法177 常習犯 ①連続暴行魔 権藤平八の犯罪 ②忍び込み暴行 真昼の侵入者 ③山中暴行 不倫情交中の悪夢（2月13日、FAプロ）
- 清純女子大生の童貞筆おろし赤面体験（3月13日、はじめ企画）
- レイプハンター開発計画 File09 聖忍戦隊カゲレンジャー カゲブルー　雪美えみる（4月8日、GIGA）
- ヘンリー塚本原作 妻の性欲 ①亭主がダメなら不倫 ②早くくたばれ亭主！ ③エスカレートする不敵な関係 4何か物欲しい夜（4月13日、FAプロ）
- Sweet Temptation　雪美えみる（4月28日、ヴァージニティー／Sophisticated Lady）
- まだまだイケてる母の尻やムチムチした嫁の尻や胸を見ていただけで満足していた義父や息子たちはある瞬間にそれだけではガマンできずついに…！（6月27日、グラフィティジャパン）
- メタルウーマン 高飛車ヒロイン恥辱陥落　雪美えみる（12月9日、GIGA）